# Медянское сельское поселение (Кировская область)
Медянское сельское поселение  — муниципальное образование в составе Юрьянского района Кировской области России.
Центр — село Медяны.

## История
Медянское сельское поселение образовано 1 января 2006 года согласно Закону Кировской области от 07.12.2004 № 284-ЗО.
  Медянское сельское поселение расположено в южной части Юрьянского района в 37 км от областного центра (г.Киров), в 45 км от районного центра (пгт Юрья).
    Медянское сельское поселение граничит с Мурыгинским городским поселением, Подгорцевским сельским поселением, Великорецким сельским поселением, Загарским сельским поселением, по р.Великая граница проходит с Орловским районом, г.Киров.
    Административный центр поселения – село Медяны.
   Численность населения на 01.01.2020 года – 482 человека. Плотность населения составляет 3 чел/кв.км. В экономике занято 356 человек.
   Земельный фонд поселения по состоянию на 01.01.2019 года составляет 729 га, земли сельскохозяйственного назначения занимают 492 га, земли лесного фонда 56 га, земли населенных пунктов 391 га.
    На территории Медянского сельского поселения функционируют 14 предприятий разных форм собственности.
   Социальная сфера в муниципальном образовании представлена учреждениями образования, здравоохранения и культуры.
   40 учащихся обучаются в основной общеобразовательной школе в с.Медяны, при школе создана дошкольная группа.
    В селе Медяны ведут свою деятельность фельдшерско-акушерский пункт, библиотека, дом культуры. Работает приход Троицкой церкви с. Медяны.
   На территории поселения расположено 1 предприятие ЖКХ; протяженность водопровода 510 м; арт. скважины – 4; водонапорные башни – 2; котельная – 1.
   Общая площадь жилищного фонда – 19,9 тыс.кв.м.
   На территории Медянского сельского поселения находится одно из ведущих сельскохозяйственных предприятий района – ООО племенной завод «Новомедянское». Предприятие специализируется на производстве молока и является племпродуктором по разведению крупного рогатого скота черно-пестрой породы.
   ООО племенной завод «Новомедянское» ведет целенаправленную работу по модернизации производства, оснащению предприятия новой современной техникой и оборудованием.
   Наиболее крупными торговыми предприятиями являются Юрьянское РАЙПО, ООО "Меридиан", ИП Навицкая М.В.

## Население
| 2010 | 2012 | 2013 | 2014 | 2015 | 2016 | 2017 |
| ---- | ---- | ---- | ---- | ---- | ---- | ---- |
| 550  | ↘541 | ↗550 | ↘544 | ↘533 | ↘519 | ↗522 |
| 2018 | 2019 | 2020 | 2021 |      |      |      |
| ↘505 | ↘482 | ↘474 | ↗613 |      |      |      |

## Состав сельского поселения
| №  | Населённый пункт | Тип населённого пункта       | Население |
| -- | ---------------- | ---------------------------- | --------- |
| 1  | Бакичи           | деревня                      | 0         |
| 2  | Большое Чураково | деревня                      | 8         |
| 3  | Боярки           | деревня                      | 9         |
| 4  | Брюханы          | деревня                      | 0         |
| 5  | Васенины         | деревня                      | 5         |
| 6  | Демидовы         | деревня                      | 0         |
| 7  | Домраченки       | деревня                      | 22        |
| 8  | Запольцы         | деревня                      | 0         |
| 9  | Зоновы           | деревня                      | 0         |
| 10 | Колышманы        | деревня                      | 0         |
| 11 | Кузнецовщина     | деревня                      | 6         |
| 12 | Лаптевы          | деревня                      | 1         |
| 13 | Лени             | деревня                      | 4         |
| 14 | Макаренки        | деревня                      | 0         |
| 15 | Малое Чураково   | деревня                      | 0         |
| 16 | Медяны           | село, административный центр | 469       |
| 17 | Никольская ГЭС   | деревня                      | 1         |
| 18 | Ольковы          | деревня                      | 3         |
| 19 | Сидоровщина      | деревня                      | 0         |
| 20 | Сомовщина        | деревня                      | 0         |
| 21 | Сорокины         | деревня                      | 18        |
| 22 | Спащина          | деревня                      | 0         |
| 23 | Стеничи          | деревня                      | 2         |
| 24 | Устиновичи       | деревня                      | 0         |
| 25 | Устье            | деревня                      | 0         |
| 26 | Храмушины        | деревня                      | 0         |
| 27 | Шибаны           | деревня                      | 2         |